# Hamish Kerr
Hamish Kerr (Dunedin, 17 agosto 1996) è un altista neozelandese.

## Carriera
Nato a Dunedin, ma cresciuto ad Auckland, Kerr comincia a praticare l'atletica leggera all'età di dieci anni, inizialmente praticando sia il fondo, sia il salto in alto, per poi concentrarsi su quest'ultima specialità a partire dall'adolescenza. Dopo aver gareggiato per due club locali, il Palmerston North Athletic e l'Harrier Club, sospende momentaneamente l'attività sportiva per concentrarsi sugli studi universitari, per poi ritornare a competere a livello agonistico nel 2016.
Nell'agosto dell'anno seguente, partecipa alla Universiade di Taipei, dove risulta il primo degli esclusi dalla finale di salto in alto maschile, avendo saltato 2,10 m. Durante la competizione, incontra il tecnico Terry Lomax, con cui inizia ad allenarsi a partire dal 2018, trasferendosi a Christchurch.
Il 26 giugno 2019, ai campionati oceaniani di atletica leggera di Townsville, Kerr vince la medaglia d'oro nella finale del salto in alto, con la misura di 2,30 m, che gli ha consentito di stabilire un nuovo record personale ed eguagliare il record nazionale neozelandese, nonché di qualificarsi per i Mondiali dell'ottobre seguente a Doha. Nella prova di salto in alto maschile di quest'ultima competizione, viene eliminato nelle qualificazioni e conclude al 22º posto, avendo saltato 2,22 m. Nel luglio dello stesso anno, partecipa anche all'Universiade di Napoli, dove si qualifica per la finale del salto in alto maschile, da cui però decide di ritirarsi a causa di un infortunio alla caviglia.
Il 20 febbraio 2021, durante il meeting Capital Classic di Wellington, Kerr salta 2,31 m, stabilendo così il nuovo record nazionale; il 1º agosto seguente, durante la finale del salto in alto maschile alle Olimpiadi di Tokyo, conclude al decimo posto, dopo aver saltato 2,30 m.
Il 20 marzo 2022, durante i Mondiali indoor di Belgrado, Kerr vince la medaglia di bronzo nella finale del salto in alto maschile, a pari merito con Gianmarco Tamberi, con la misura di 2,31 m; nell'occasione, diventa il primo neozelandese a vincere una medaglia nella disciplina a livello mondiale o olimpico, e supera il precedente record nazionale per le gare indoor, appartenente a Roger Te Puni. Il 3 agosto seguente, durante i Giochi del Commonwealth di Birmingham, conquista la medaglia d'oro nella finale del salto in alto, avendo saltato 2,25 m.
Il 14 febbraio 2023, durante il meeting indoor Banskobystricka latka a Banská Bystrica, l'altista salta 2,34 m, stabilendo così sia il nuovo record nazionale, sia il nuovo record oceaniano per le gare indoor, superando il precedente primato di Tim Forsyth.
Il 3 marzo 2024, durante la finale del salto in alto ai mondiali indoor di atletica a Glasgow, Kerr vince la medaglia d'oro, con la misura di 2,36 m. Il 7 agosto seguente, durante i Giochi olimpici di Parigi, si qualifica alla finale della stessa specialità, saltando 2,27 m; tre giorni dopo, supera ancora i 2,36 m, finendo a pari merito con Shelby McEwen; nel conseguente spareggio, vince la medaglia d'oro dopo aver saltato 2,34 m, laureandosi quindi campione olimpico. Grazie alla sua vittoria, la delegazione neozelandese ha conseguito la sua nona medaglia d'oro, superando così il record precedentemente stabilito alle Olimpiadi del 1984 a Los Angeles.

## Palmarès
| Anno | Manifestazione          | Sede       | Evento        | Risultato | Prestazione | Note             |
| ---- | ----------------------- | ---------- | ------------- | --------- | ----------- | ---------------- |
| 2017 | Universiadi             | Taipei     | Salto in alto | 13º (q)   | 2,10 m      |                  |
| 2019 | Campionati oceaniani    | Townsville | Salto in alto | Oro       | 2,30 m      |                  |
| 2019 | Universiadi             | Napoli     | Salto in alto | Finale    | nm          |                  |
| 2019 | Mondiali                | Doha       | Salto in alto | 23º (q)   | 2,22 m      |                  |
| 2021 | Giochi olimpici         | Tokyo      | Salto in alto | 10º       | 2,30 m      |                  |
| 2022 | Mondiali indoor         | Belgrado   | Salto in alto | Bronzo    | 2,31 m      |                  |
| 2022 | Campionati oceaniani    | Mackay     | Salto in alto | Oro       | 2,24 m      |                  |
| 2022 | Mondiali                | Eugene     | Salto in alto | 14º (q)   | 2,25 m      |                  |
| 2022 | Giochi del Commonwealth | Birmingham | Salto in alto | Oro       | 2,25 m      |                  |
| 2023 | Mondiali                | Budapest   | Salto in alto | 19° (q)   | 2,22 m      |                  |
| 2024 | Mondiali indoor         | Glasgow    | Salto in alto | Oro       | 2,36 m      | Record oceaniano |
| 2024 | Giochi olimpici         | Parigi     | Salto in alto | Oro       | 2,36 m      | =                |
| 2025 | Mondiali indoor         | Nanchino   | Salto in alto | Argento   | 2,28 m      |                  |